# 弹拨尔
弹拨尔（Tanbur）是一种长颈的有品鲁特琴，起源于中亚。乐器主要在大伊朗地区流行。它的琴颈长达一米。汉代传入中原，逐渐演变为流行于唐代的琵琶。清代列入宫廷回部乐，称“丹不尔”。